# NGC 1735
NGC 1735 је расејано звездано јато у сазвежђу Златна риба које се налази на NGC листи објеката дубоког неба.
Деклинација објекта је - 67° 5' 59" а ректасцензија 4h 54m 19,7s. Привидна величина (магнитуда) објекта NGC 1735 износи 10,8 а фотографска магнитуда 10,9. NGC 1735 је још познат и под ознакама ESO 85-SC15.